# 阿魯渾王朝
阿魯渾王朝，是十五世纪後期至十六世纪早期統治阿富汗南部和信德地區的突厥－蒙古小王朝。
他們宣稱源自伊兒汗國阿魯渾汗，該王朝分成兩支，均在十六世纪後期被蒙兀兒帝國所滅。